# Elijah Burke
Elijah Samuel Burke (Jacksonville, 24 maggio 1981) è un wrestler statunitense sotto contratto con la National Wrestling Alliance.

## Carriera
Prima di intraprendere la carriera di wrestler, Burke ha lavorato presso l'ufficio dello sceriffo di Jacksonville; parallelamente, Burke ha portato avanti una carriera da pugile amatoriale di discreto successo.

### World Wrestling Entertainment (2004–2008)

#### Ohio Valley Wrestling (2004–2006)
Alla firma del contratto con la WWE, Burke fu assegnato alla Ohio Valley Wrestling, federazione satellite della WWE, riuscendo a conquistare l'OVW Heavyweight Championship nel dicembre del 2004. Rifiutando la proposta della WWE di entrare stabilmente nella federazione come parte della stable della Spirit Squad, Burke fu costretto a passare diversi mesi in più del previsto nella OVW.

#### SmackDown!eECW(2006–2008)
Il debutto nel main roster avvenne il 28 giugno 2006 assieme a Sylvester Terkay a SmackDown!. Passò alla ECW nel novembre dello stesso anno. Fondò la stable dei New Breed, alla quale si associarono Kevin Thorn, Marcus Cor Von e Matt Striker; i quattro affrontarono più volte i cosiddetti ECW Originals, un gruppo formato da altri quattro lottatori che già combatterono nella prima ECW, (Rob Van Dam, Tommy Dreamer, Sabu e The Sandman). A capo del New Breed, Burke partecipò a WrestleMania 23 dopo nemmeno un anno dal suo debutto; nell'occasione, gli ECW Originals sconfissero il New Breed.
A seguito di questo, Burke solitamente lottò in singoli match, ed è apparso in un segmento in cui il proprietario della WWE Vince McMahon ha mostrato disprezzo per i membri della ECW original.
Il 19 giugno 2007, Burke perse contro Chris Benoit (ultimo match di Benoit prima della morte) in un match che avrebbe determinato il finalista nel torneo indetto per il vacante ECW World Championship. Il 26 giugno Burke perse contro CM Punk un 2 Out of 3 Falls match valido per il posto di "primo contendente" per il titolo. Burke tentò l'assalto al titolo ECW, nel frattempo conquistato da CM Punk, anche ad Unforgiven, ma senza successo.
ma poi ricomparve con la partecipazione alla Royal Rumble 2008, entrando come il numero 28 ma è stato eliminato da Triple H.
In seguito ha partecipato a una battal royal 24-man a WrestleMania XXIV per determinare chi avrebbe affrontato ECW Champion Chavo Guerrero. Elijah è stato eliminato all'inizio del match.
In un'intervista Burke disse che il "New Breed" non fosse scomparso e che presto sarebbe tornato, ma non fu così.
Il 10 novembre 2008, Burke è stato liberato dal suo contratto con la WWE dopo essere stato assente dalla televisione da maggio del 2008.

### Total Nonstop Action Wrestling (2009–2013)

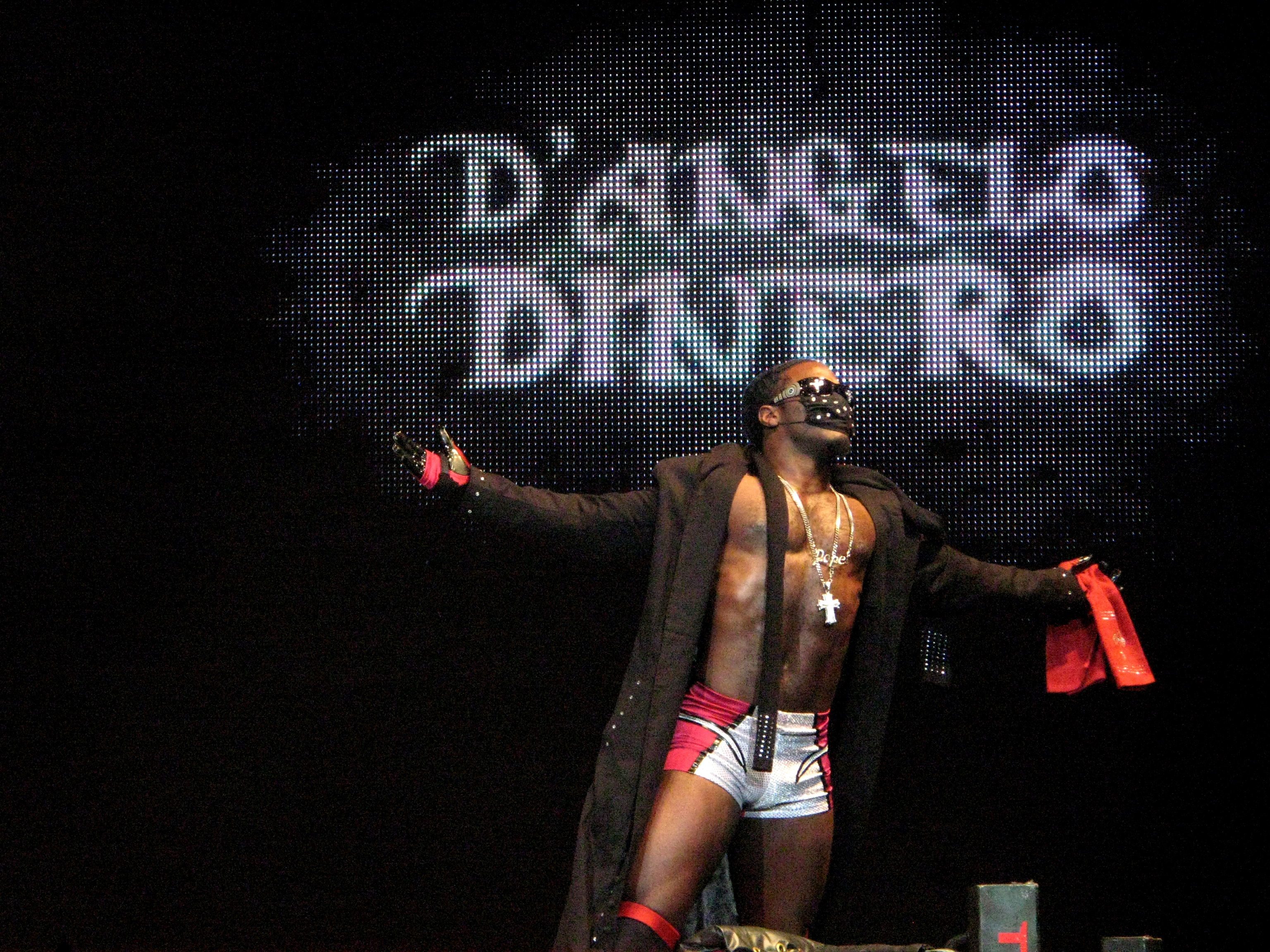
Elijah Burke "The Pope" D'Angelo Dinero nella TNA, evento nel 2010.

Burke debutta in TNA con il Ring Name Angelo Dinero vincendo contro Shawn Spears. Diventa subito heel e inizia una rivalità con Suicide. Dopo un po' effettua un turn face alleandosi con Hernandez, Matt Morgan e Suicide, sconfiggendo il Team 3D, Rhino e Jesse Neal in un 8 man tag team match vincendo il feud. Durante un match contro Orlando Jordan si infortuna ad un ginocchio che gli causa la sconfitta. Si riprende presto e, battendo Orlando Jordan, si qualifica per il torneo di Against All Odds. Proprio in questo evento diventa numero 1 contender per TNA Lockdown sconfiggendo Mr. Anderson. A Lockdown viene sconfitto da AJ Styles in maniera scorretta grazie a un colpo di penna e rimedia anche un infortunio all'occhio. Poi inizia un feud con Mr Anderson e viene sfidato per un match a Sacrifice ma per via di quell'infortunio non potra'partecipare e verrà sostituito da Jeff Hardy. Ritorna in TNA a luglio e viene subito sfidato da Kurt Angle in un match per Victory Road 2010, e The Pope accetta la sfida.A inizio 2011 fece un turn heel perché ebbe una rivalità con Samoa Joe che viene vinta da quest'ultimo perché lo batté ad Against All Odds ed a Lockdown. Dopo questa rivalità inizia a ritornare face alleandosi con Brother Devon perfino questi due si affrontarono ad Hardcore Justice per il Bound Of Glory Series dove vincerà proprio The Pope.A No Surrender assieme a Brother Devon perdono contro i Mexican America la quale mantengono i TNA World Tag Team Championship.
L'8 gennaio 2013, Dinero ha annunciato su Twitter che il suo contratto con la TNA è scaduto, non sarebbe stato rinnovato con la società.

### Ritorno in TNA (2015–2017)
Ritorna in TNA nel giugno del 2015 come commentatore di Impact assieme a Josh Mathews.
Il 15 marzo edizione di Impact, Dinero ha salvato Josh Mathews da un attacco di Bobby Lashley per poi essere attaccato da quest'ultimo che gli rifila una spear. La settimana successiva perde incontro contro Bobby Lashley in uno Street Fight. Ritornando così al commento assieme a Josh Mathews.
Nell'agosto del 2017 lascia la federazione.

## Vita privata
A maggio 2011 si laurea in giustizia penale.

## Personaggio

### Mosse finali
- D.D.E. (D'Angelo Dinero Express) / Elijah Express (Running double knee drop su un avversario all'angolo)
- Double Knee Facebreaker - dal 2010
- Outer Limitz Elbow (Turnbuckle Handstand Elbow Drop su un avversario al tappeto)
- 4 Up (High Angle Uppercut)
- Elijah experience (Forward russian legsweep 2006 o sitout facebuster 2004-2005)
- STO, usata in seguito come mossa caratteristica

## Titoli e riconoscimenti
- Atomic Revolutionary Wrestling
  - ARW Rapid Fire Championship (1)
- Baltimore Championship Wrestling
  - BCW Heavyweight Championship (1)
- Combat Revolution Wrestling
  - CRW Tag Team Championship (1) – con Jeremy Prophet
- Fighting Evolution Wrestling
  - FEW North Heavyweight Championship (1)
  - FEW International Championship (1)
  - FEW Tag Team Championship (1) – con JB Cool
- National Wrestling Alliance
  - NWA World Television Championship (1, attuale)
- Ohio Valley Wrestling
  - OVW Heavyweight Championship (1)
  - OVW Southern Tag Team Championship (2) – con Big Jon (1) e Private Anthony (1)
  - OVW Television Championship (1)
  - 16° OVW Triple Crown Champion
- Pro Wrestling Illustrated
  - Most Improved Wrestler of the Year (2010)
  - 36º tra i 500 migliori wrestler singoli nella PWI 500 (2010)
- Total Nonstop Action Wrestling
  - 8 Card Stud Tournament (2010)